# Howard Metzenbaum

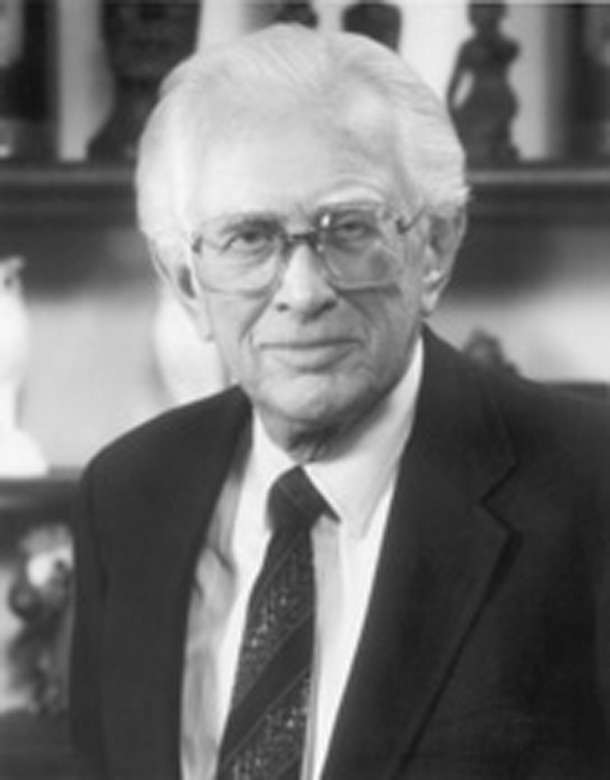
Howard M. Metzenbaum

Howard Morton Metzenbaum (* 4. Juni 1917 in Cleveland, Ohio; † 12. März 2008 in Aventura, Florida) war ein US-amerikanischer Politiker der Demokraten. Er war 1974 und von 1976 bis 1995 US-Senator für den Bundesstaat Ohio.
Metzenbaum studierte an der Ohio State University und setzte sein Studium dann an der Law School der Universität fort. 1941 wurde er in die Anwaltschaft von Ohio aufgenommen und praktizierte in Cleveland. 1943 bis 1947 war Metzenbaum Abgeordneter im Repräsentantenhaus von Ohio und gehörte dem Senat von Ohio von 1947 bis 1951 als Senator an. 1974 wurde er von Gouverneur John J. Gilligan zum Senator ernannt um den vakanten Sitz von William B. Saxbe neu zu besetzen. Metzenbaum war somit vom 4. Januar 1974 bis zum 23. Dezember desselben Jahres Senator im Senat der Vereinigten Staaten. Am 2. November 1976 wurde er in den Senat der Vereinigten Staaten gewählt. Da sein Vorgänger Robert Taft junior einige Tage vor dem Ende seiner regulären Amtszeit zurücktrat, wurde Metzenbaum früher als Senator eingeschworen als ursprünglich geplant. 1982 und 1988 wiedergewählt, gehörte er dem Senat vom 29. Dezember 1976 bis zum 3. Januar 1995 an.